# Paradoris mulciber
Paradoris mulciber is een slakkensoort uit de familie van de Discodorididae. De wetenschappelijke naam van de soort is voor het eerst geldig gepubliceerd in 1971 door Ev. Marcus.